# Larry Niven
Laurence van Cott Niven (Los Ángeles, 30 de abril de 1938), más conocido como Larry Niven, es un escritor, psicólogo y matemático  estadounidense. Conocido sobre todo como el autor de la serie Mundo Anillo y también por el universo creado bajo el nombre de Espacio conocido, el éxito de su carrera como escritor de ciencia ficción lo acreditan sus varios premios Hugo y Nébula. Se ha dedicado a la escritura profesionalmente desde 1963.
Niven destaca en sus obras por la rigurosa consistencia científica, lo que le ha valido el calificativo de primer autor "moderno" de ciencia ficción dura.

## Biografía
Larry Niven nació en Los Ángeles, California. Fue la Universidad de Washburn en Topeka, Kansas, donde obtuvo una diplomatura en psicología y una licenciatura en matemáticas en el año 1962. Desde entonces ha residido en varios barrios residenciales del área metropolitana de Los Ángeles y ejercido como escritor a tiempo completo. No obstante la independencia económica se la debe a una sustancial herencia que le dejó su abuelo, el fundador de la Union Oil y más tarde cofundador de la Pan American Petroleum, Edward Doheny.

## Carrera

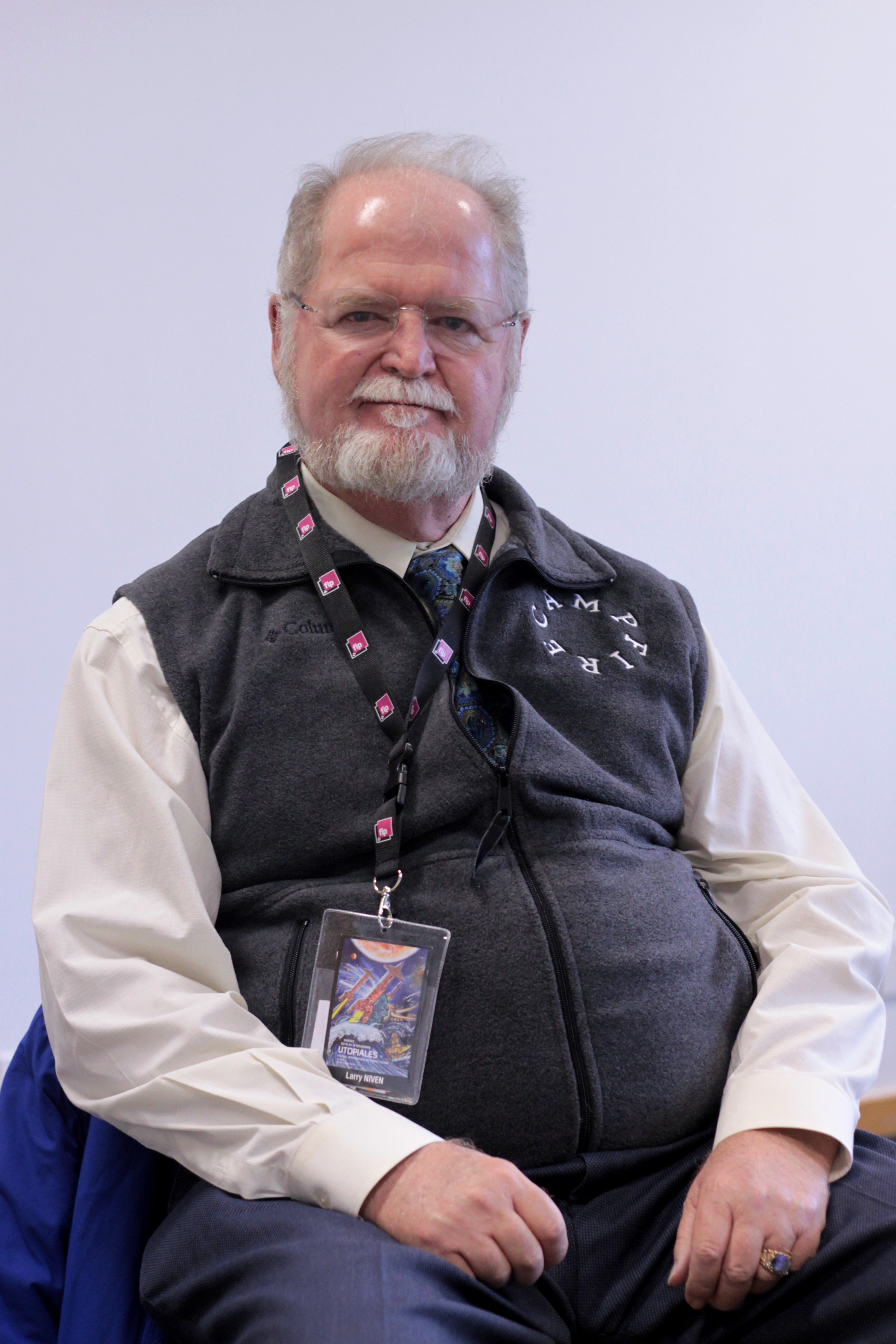
Larry Niven en 2010.

Larry Niven es autor de numerosas novelas y cuentos cortos de ciencia ficción. Empezó su carrera en 1964 al publicar en la revista Worlds of it el cuento "El más frío de los lugares" (lugar que el cuento atribuye a la cara oscura de Mercurio, que por aquel entonces se pensaba mantenía una rotación sincrónica con el Sol), y dos años después publicó su primera novela,  El mundo de los ptavvs. 
Ha recibido el premio Hugo en varias ocasiones: en la categoría de mejor cuento corto en 1967 por "Estrella de neutrones", en 1972 por "Luna inconstante" y en 1975 por "El hombre del agujero", en la categoría de novela corta en 1976 por "La frontera del sol" y en la categoría de novela en 1970 por "Mundo Anillo" y en 1985 por "Los árboles integrales". También fue galardonado con el premio Nebula de 1970 por "Mundo Anillo" (su novela más conocida y premiada), así como varias veces con el Locus, el Seiun y el Ditmar. 
Niven ha escrito guiones para series televisivas de ciencia ficción como "Star Trek: The Animated Series" (1973) y "Land of the Lost" (1974), y adaptó su cuento "Luna inconstante" para la célebre serie The Outer Limits (1995).
Tiene el aval de ser el escritor favorito de ciencia ficción dura de un autor tan reputado como Arthur C. Clarke y es uno de los autores clave de este subgénero. En los años 70, y antes de la aparición de autores como Greg Bear, Stephen Baxter o William Gibson, se le consideraba el pilar fundamental de la corriente más cientificista del género. Aunque, en los últimos años, su principal producción ha sido en colaboración con otros autores como Jerry Pournelle o Steven Barnes.
Fuera del ámbito literario y creativo, Niven siempre ha mostrado un gran interés por los encuentros científicos y, con frecuencia, ha apoyado con sus declaraciones la conquista del espacio como la mayor empresa humana y el más importante de los objetivos del avance de las ciencias y la tecnología. En este sentido, se le atribuye a Niven la célebre frase: «Los dinosaurios se extinguieron porque no tenían programa espacial. Y si nosotros también nos extinguimos por no tener programa espacial, ¡nos lo tendremos bien merecido!».

## El universo de Larry Niven
La mayoría de las historias de Niven tienen lugar en un universo de ficción denominado "Espacio conocido", que presenta un escenario futuro en el que una humanidad ultratecnificada comparte los mundos de diversos sistemas cercanos al Sol con más de una docena de razas alienígenas entre las que se incluyen especies como los agresivos kzin o los cobardes titerotes de Pierson, los subyugados kdatlyno o los pulpoides jotoki. Muchos alienígenas encarnan en personajes que suelen acompañar a los protagonistas o son los propios protagonistas de las novelas de Niven.
Como se decía antes, la serie de Mundoanillo ("Mundo Anillo", "Ingenieros de Mundo Anillo", "Trono de Mundo Anillo" e "Hijos de Mundo Anillo") es su obra más emblemática. Y, como no podía ser de otra manera, tiene lugar en el universo de ficción del "Espacio conocido".
Una de las cualidades más interesantes del espacio conocido es que, en su calidad de marco dentro del que se albergan tantas novelas, cuentos y ciclos, con tanto detalle argumental, el trabajo de Niven, no sólo como escritor, sino como coordinador, realmente tenaz, de colaboradores y autores que también han aportado relatos a este universo, ha hecho que permaneciera dotado de una integridad y una coherencia intachables.
Entre sus criaturas más famosas hay que citar a los inolvidables titerotes de Pierson, que han dado lugar a todo tipo de especulaciones e imitaciones por parte de otros autores.

## Fantasía y magia
Un universo diferente es el presentado por otras novelas y cuentos de contenido fantástico y mágico. En realidad Larry Niven ha escrito numerosas novelas y cuentos de este género literario para el universo (compartido con diversos autores) de More Magic denominado la Era de Warlock, pero pocas en solitario. El más conocido sería The Magic Goes Away (1977).

## Obra
Nota: Aunque la edición en español puede ser muy posterior a la correspondiente edición original, la fecha que acompaña al título es la de la edición original. No obstante, se intenta dar una referencia a la edición en español, siempre que sea posible. Los títulos que no han sido traducidos del inglés corresponden a obras que no han sido editadas en español, o cuya edición se desconoce.
- El mundo de los Ptavvs (1966). Ed. Edaf (1977).
- Neutron Star (antología de cuentos cortos, 1968)
- A Gift from Earth (1968).
- The Shape of Space (antología de cuentos cortos, 1969)
- Mundo Anillo

1. 1970 - Mundo Anillo. Ed. Martínez Roca (1976 & 1985), Ed. Orbis (1985), Ed. La Factoría de Ideas (2009), ISBN 978-84-9800-493-9
2. 1980 - Ingenieros de Mundo Anillo. Ed. Martínez Roca (1987), Ed. La Factoría de Ideas (2003)
3. 1996 - Trono de Mundo Anillo. Ed. La Factoría de Ideas (2005)
4. 2004 - Hijos de Mundo Anillo. Ed. La Factoría de Ideas (2007) ISBN 978-84-9800-331-4

- All the Myriad Ways (antología de cuentos cortos, 1971)
- The Flying Sorceres (con David Gerrold, 1971)
- The Flight of the Horse (antología de cuentos cortos, 1973)
- Protector (1973)
- Incostant Moon (selección de cuentos cortos ya publicados en otras antologías, 1973)
- The Slaver Weapon (guion para la serie de animación de Star Trek, 1973)
- A Hole in Space (antología de cuentos cortos, 1974)
- La paja en el ojo de Dios

1. 1974 - La paja en el ojo de Dios (con Jerry Pournelle y Robert A. Heinlein, Ed Martínez Roca (1976), Ed. Dronte (1976) 2vols, Ed. Orbis (1985) 2vols, Ed. Minotauro (2003).
2. 1993 - El tercer brazo. The Gripping Hand. Barcelona, Martínez Roca, 1994;  Ed. Minotauro (2004).

- Historias del Espacio Conocido (antología de cuentos cortos, 1975). Ed. Edaf (1978).
- Infierno (con Jerry Pournelle, 1976). Ed. Ultramar (1990).
- The Long Arm of Gil Hamilton (antología de cuentos cortos, 1976)
- Un mundo fuera del tiempo (1976). Ed. Emecé (1978), Ed. Ultramar (1985).
- El martillo de Lucifer (con Jerry Pournelle, 1977). Ed. Acervo (1982).
- The Magic Goes Away (1978)
- The Patchwork Girl (1978)
- Convergent Series (reestructuración de The Shape..., 1979)
- Mordred (con John Eric Holmes, 1980)
- Dream Park (con Steven Barnes, 1981)
- Juramento de fidelidad (con Jerry Pournelle, 1981). Ed. Acervo (1982).
- The Magic May Return (editor, 1981)
- Warrior's Blood (con Jerry Pournelle, 1981)
- Warrior's World (con Richard S. McEnroe, 1981)
- The Descendent of Anansi (con Steven Barnes, 1982)
- Roger's Rangers (con Jerry Pournelle & John Silbersack, 1983)
- Los árboles integrales (1983). Ed. Acervo (1986).
- More Magic (editor, 1984)
- Niven's Laws (antología de cuentos cortos, 1984)
- Footfall ("Ruido de pasos" ed. La Factoría (con Jerry Pournelle, 1985)
- Berserker Base (con Poul Anderson y otros, 1985)
- Limits (antología de cuentos cortos, 1985)
- The Smoke Ring (1987)
- The Legacy of Heorot (con Jerry Pournelle & Steven Barnes, 1987)
- Man-Kzin Wars (con Poul Anderson & Dean Ing, 1988)
- The Barsoom Project (con Steven Barnes, 1989)
- Man-Kzin Wars II (con Jerry Pournelle, Dean Ing & otros, 1989)
- N-Space (antología de cuentos cortos, 1990)
- Man-Kzin Wars III (con Poul Anderson, Jerry Pournelle & otros, 1990)
- Achile's Choice (con Steven Barnes, 1991)
- Playgrounds of the Mind (antología de cuentos cortos, 1991)
- Fallen Angels (con Jerry Pournelle & Michael Flynn, (1991)); edición electrónica gratuita en la Biblioteca Libre Baen.
- Man-Kzin Wars IV (con varios autores, 1991)
- The California Voodoo Game (con Steven Barnes, 1992)
- Man-Kzin Wars V (con Jerry Pournelle & otros, 1992)
- Crashlander (antología de cuentos cortos, 1994)
- Man-Kzin Wars VI (con varios autores, 1994)
- Flatlander (antología de cuentos cortos, 1995)
- Beowulf's Children (con Jerry Pournelle & Steven Barnes, 1995); también conocida como The Dragons of Heorot en su edición británica (1996).
- Man-Kzin Wars VII (con varios autores, 1995)
- Three Books of Known Space (una edición revisada de El mundo de los Ptavvs, A Gift from Earth e Historias del Espacio Conocido, 1996)
- Destiny's Road (1997)
- Man-Kzin Wars VIII (1998)
- The Best of All Possible Wars (con varios autores, 1998)
- Rainbow Mars (1999)
- The Burning City (con Jerry Pournelle, 2000)
- Saturn's Race (con Steven Barnes 2000)
- Man-Kzin Wars IX (2002)
- Scatterbrain (antología de cuentos cortos, 2003)
- Man-Kzin Wars X (con varios autores, 2003)
- Burning Tower (con Jerry Pournelle, 2005)
- Building Harlequin's Moon (con Brenda Cooper, 2005)